# Channel Islands National Park
Het Channel Islands National Park is een nationaal park in de Amerikaanse staat Californië. Het beschermt vijf van de acht Channel Islands en wordt beheerd door de National Park Service. De helft van het totale oppervlak van het park bestaat uit water.
Meer dan 2000 soorten planten en dieren leven binnen de grenzen van het park. Dieren die voorkomen zijn onder andere de gevlekte skunk, de bedreigde eilandvos, de gewone zeehond, de Californische zeeleeuw, de eilandnachthagedis, de bruine pelikaan, de kerkuil alsmede de blauwe vinvis, het grootste dier op aarde.

## Eilanden
- San Miguel (3.774 ha)
- Santa Rosa (21.365 ha)
- Anacapa (283 ha)
- Santa Barbara (259 ha)
- Santa Cruz (24.542 ha)

## Afbeeldingen

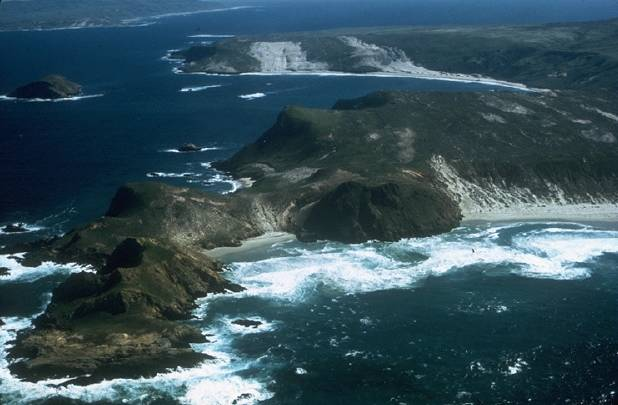
Channel Islands National Park
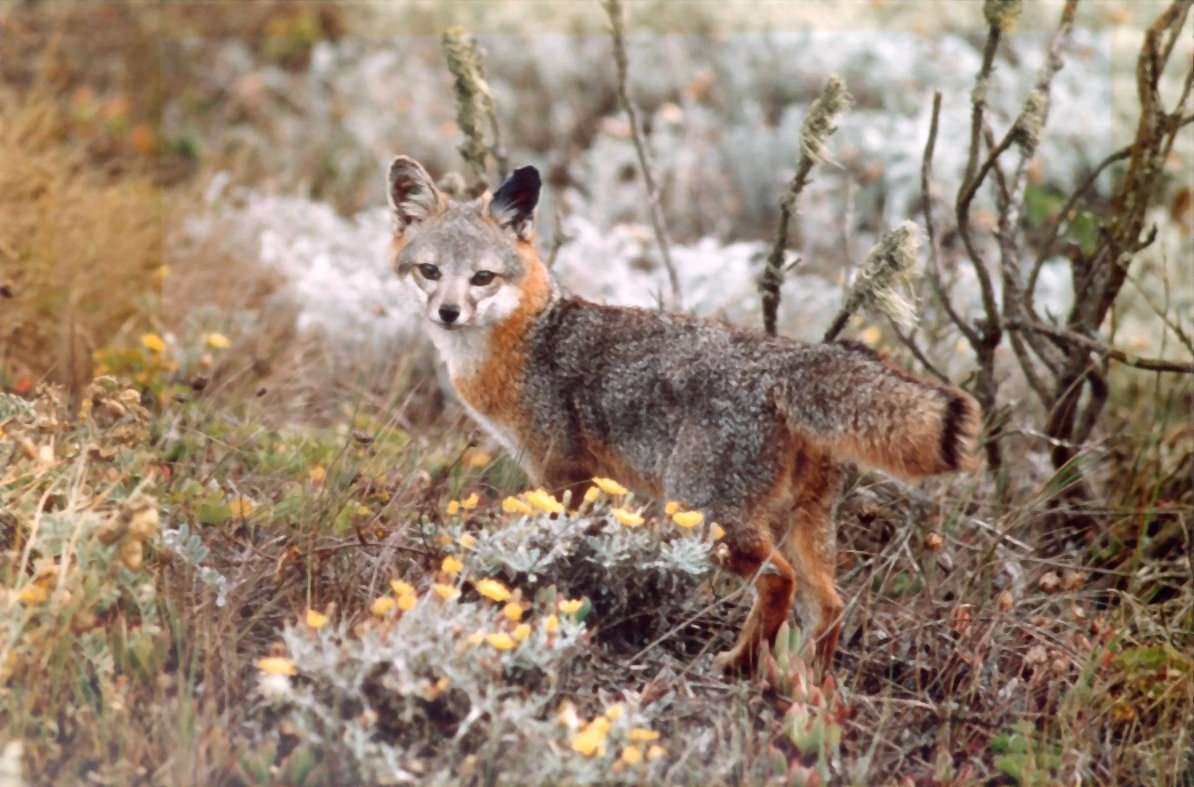
Eilandvos
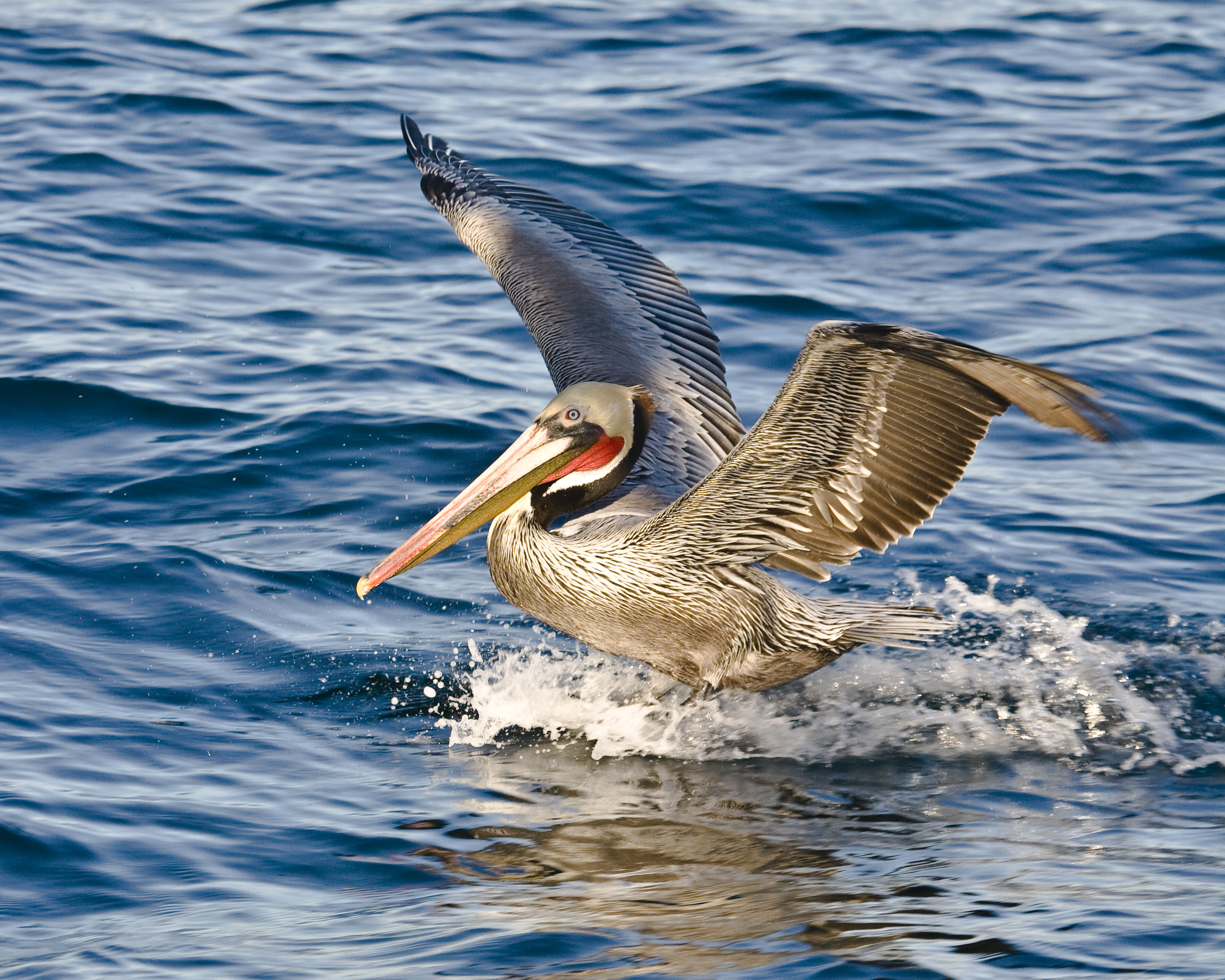
Bruine pelikaan
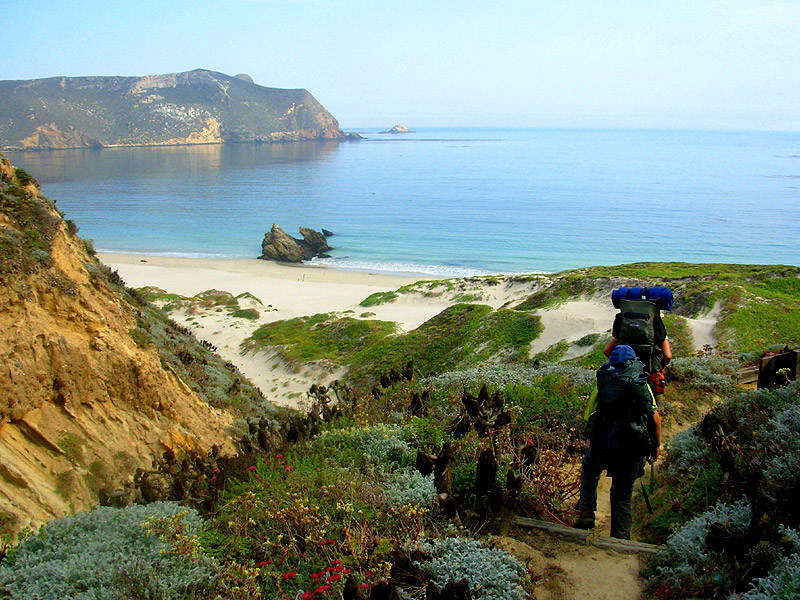
San Miguel Island